# Національний реєстр екстрених медичних техніків (США)
Національний реєстр екстрених медичних техніків (англ. National Registry of Emergency Medical Technicians, NREMT) — агенція США по сертифікації надавачів медичних послуг на догоспітальному етапі відповідно до настанов Національної адміністрації безпеки дорожнього руху США.

## Історія
HPEMT було створено у 1970 відповідно до рекомендацій Комітету з безпеки дорожнього руху Президента Ліндона Джонсона щодо створення національної агенції по екстрених медичних техніках для розробки та стандартизації вимог до їх навчання.

## Стандарти
Більшість штатів використовують або вимагають тестування у НРЕМТ для деяких рівнів сертифікації у штаті. НРЕМТ виділяє чотири рівні ЕМТ: ЕМР, базовий рівень (власне ЕМТ), середній (два типи/рівні) та парамедик (деякі штати можуть мати додаткову сертифікацію). Сертифікація НРЕМТ середнього рівня ЕМТ може бути не достатньою для вимог деяких штатів для цього рівня. Хоча сертифікація у НРЕМТ може бути обов'язковою для первинної сертифікації, зазвичай вона не потрібна для поновлення. Ці процедури та вимоги можуть відрізнятись у різних штатах. У 1986 році усі медичні техніки військових палат екстреної медичної допомоги мали бути сертифіковані НРЕМТ.

## Рівні сертифікації

### Національно реєстрований парамедик
Національно реєстрований парамедик, НРП (Nationally Registered Paramedic, NRP) - вищий рівень сертифікації НРЕМТ. Парамедики - медичні працівники, що надають допомогу в межах  Розширеної підтримки життя (ALS) і можуть вводити певні лікарські засоби та проводити проводити певні втручання.

### Національно реєстрований екстрений медичний технік середнього рівня
У 1999 Національна Адміністрація Безпеки Дорожнього Руху визначила національний стандарт для EMT середнього рівня (або англ. Nationally Registered Advanced Emergency Medical Technician, NRAEMT). Працівники цього рівня можуть вводити певні лікарські засоби.

### Національно реєстрований екстрений медичний технік
Національно реєстрований екстрений медичний технік  (англ. Nationally Registered Emergency Medical Technician, NREMT), або ЕМП-В (базовий) забезпечує допомогу на рівня Базової підтримки життя (BLS).

### Національно реєстрований екстрений медичний реагувальник
Національно реєстрований екстрений медичний реагулювальник (англ. Nationally Registered Emergency Medical Responder, NREMR) - початковий рівень у системі екстреної допомоги. Таких працівників тренують проводити СЛР, розширену першої допомоги, використовувати автоматичні зовнішні дефібрилятори та огляді пацієнту. Більшість поліцейських та пожежних служб для при працевлаштуванні вимагають рівень не нижчий  NREMR. Цей курс зазвичай триває 40–60 годин.